# Armadillo minutus
Armadillo minutus är en kräftdjursart som beskrevs av Stanley B. Mulaik 1960. Armadillo minutus ingår i släktet Armadillo och familjen Armadillidae. Inga underarter finns listade i Catalogue of Life.